# Internationaler Strafgerichtshof für das ehemalige Jugoslawien
Der Internationale Strafgerichtshof für das ehemalige Jugoslawien (kurz IStGHJ; englisch International Criminal Tribunal for the former Yugoslavia, kurz ICTY; französisch Tribunal pénal international pour l’ex-Yougoslavie, kurz TPIY; bosnisch/kroatisch/serbisch Međunarodni krivični sud za bivšu Jugoslaviju, kurz MKSJ), umgangssprachlich häufig auch UN-Kriegsverbrechertribunal oder Haager Tribunal genannt, war ein von 1993 bis 2017 bestehender Ad-hoc-Strafgerichtshof mit Sitz im niederländischen Den Haag. Er war für die Verfolgung schwerer Verbrechen zuständig, die seit 1991 in den Jugoslawienkriegen begangen wurden.
Der Strafgerichtshof wurde durch die Resolution 827 des UN-Sicherheitsrats vom 25. Mai 1993 geschaffen. Die letzten Chefankläger waren von 1999 bis 2007 die Schweizerin Carla Del Ponte und ab 2008 der Belgier Serge Brammertz. Von den insgesamt 161 angeklagten Personen wurden 84 Personen verurteilt. Das letzte Strafverfahren wurde am 29. November 2017 abgeschlossen. Zum 31. Dezember 2017 wurde der Strafgerichtshof offiziell geschlossen.
Als gemeinsame Nachfolgeeinrichtung des IStGHJ und des Internationalen Strafgerichtshofs für Ruanda (IStGHR) fungiert seit Juli 2012 der Internationale Residualmechanismus für die Ad-hoc-Strafgerichtshöfe. In einer Übergangszeit bis 2014 bestand er parallel zu den beiden Ad-hoc-Gerichtshöfen.
Für die Verfolgung von Straftaten, die im Zuge des Kosovokriegs zwischen 1999 und 2000 begangen wurden und der UÇK oder ihren Kommandanten zur Last gelegt werden, wurde das Kosovo Specialist Chambers and Specialist Prosecutor’s Office (KSC & SPO) in Den Haag gebildet, vor dem derzeit u. a. das Verfahren gegen den ehemaligen Staatspräsidenten des Kosovo, Hashim Thaçi, anhängig ist.

## Name
Der Name des Gerichts im Statut lautete in Langform auf Englisch International Tribunal for the Prosecution of Persons Responsible for Serious Violations of International Humanitarian Law Committed in the Territory of the Former Yugoslavia since 1991 (deutsch ursprünglich Internationales Gericht zur Verfolgung der Verantwortlichen für die seit 1991 im Hoheitsgebiet des ehemaligen Jugoslawien begangenen schweren Verstöße gegen das humanitäre Völkerrecht).
Die deutsche Bezeichnung Gerichtshof für ein Gericht mit sowohl territorial als auch sachlich begrenzter Gerichtsbarkeit, das auf Englisch/Französisch/Spanisch/Russisch Tribunal heißt (chinesisch 法庭 fǎtíng; nicht: Court/Cour/Corte/Суд sud/法院 fǎyuàn), ist ungewöhnlich und entspricht auch nicht der ursprünglichen offiziellen Übersetzung, hat sich für IStGHJ und IStGHR aber durchgesetzt.

## Zuständigkeiten
Gemäß dem Statut hatte der Strafgerichtshof folgende Zuständigkeiten:
- Sachlich: Der Gerichtshof war befugt, vier Kategorien von Straftaten zu verfolgen: schwere Verletzungen der Genfer Konventionen, Verstöße gegen die Gesetze oder Gebräuche des Krieges, Völkermord und Verbrechen gegen die Menschlichkeit (Statut Art. 2 bis 5). Hinzu kamen Missachtung des Gerichts (Verfahrensordnung Art. 77) und Falschaussage (Verfahrensordnung Art. 91).
- Persönlich: Die Gerichtsbarkeit umfasste ausschließlich natürliche Personen (keine Organisationen oder Regierungen).
- Räumlich: auf dem Territorium des ehemaligen Jugoslawiens begangene Straftaten.
- Zeitlich: seit 1991 begangene Straftaten.
- Konkurrierend: Der Gerichtshof hatte Vorrang vor den einzelstaatlichen Gerichten.

Als Höchststrafe war lebenslange Freiheitsstrafe vorgesehen. Für den Strafvollzug nach dem Ende des Verfahrens war der Strafgerichtshof nicht zuständig. Eine Reihe von Staaten hatten sich in Verträgen mit den Vereinten Nationen bereit erklärt, Verurteilte zur Verbüßung der Reststrafe entgegenzunehmen (siehe unten).
Der Gerichtshof konnte Verfahren auch an zuständige nationale Gerichte wie die Sonderkammer für Kriegsverbrechen am Bezirksgericht Belgrad überweisen.

## Organisation
Der Strafgerichtshof bestand aus den Kammern, der Anklagebehörde und der Kanzlei (Statut Art. 11).

### Richter und Kammern
Dem Gerichtshof gehörten 16 ständige Richter an, die sich auf drei Strafkammern und eine Berufungskammer verteilen. 14 der ständigen Richter wurden durch die UN-Generalversammlung aus einer vom UN-Sicherheitsrat festgelegten Liste gewählt. Die zwei weiteren ständigen Richter wurden vom Präsidenten des Internationalen Strafgerichtshofs für Ruanda nach Absprache mit dem Präsidenten des Internationalen Strafgerichtshofs für das ehemalige Jugoslawien aus dem Kreis der Richter des Internationalen Strafgerichtshofs für Ruanda ernannt. Die ständigen Richter wählten aus ihren Reihen den Präsidenten des Strafgerichtshofes. Neben den ständigen Richtern gab es einen Bestand von 27 Ad-litem-Richtern, von denen bis zu 12 gleichzeitig zur Mitwirkung an einzelnen Verfahren berufen waren.
Die drei Strafkammern verhandelten in erster Instanz. Sie waren jeweils mit dreien der durch die UN-Generalversammlung gewählten ständigen Richter besetzt. Kammern mit Ad-litem-Richtern waren in Sektionen unterteilt.
Die Berufungskammer bestand aus sieben ständigen Richtern, darunter die zwei durch den Präsidenten des Internationalen Gerichtshofs für Ruanda ernannten Richter. Der Präsident des Internationalen Strafgerichtshofes für das ehemalige Jugoslawien war kraft Amtes zugleich Vorsitzender der Berufungskammer. Die sieben Richter der Berufungskammer bildeten gleichzeitig die Berufungskammer für den Internationalen Strafgerichtshof für Ruanda.

### Anklagebehörde
Der Anklagebehörde (Statut Art. 16) stand ein unabhängig arbeitender Chefankläger vor. Ernannt wurde dieser – auf Vorschlag des UN-Generalsekretärs – vom UN-Sicherheitsrat.

### Kanzlei
Die Kanzlei (Statut Art. 17) war für die Verwaltung und die Leistung von Hilfsdiensten für den Gerichtshof verantwortlich.

### Verfahren
Prozesse konnten nur gegen persönlich Anwesende geführt werden. Jeweils drei Richter leiteten das Hauptverfahren und bestimmten anschließend mit 2:1-Mehrheit oder einstimmig das Urteil ohne Hilfe von Schöffen oder Geschworenen. Die Berufungskammer entschied mit einfacher Mehrheit. Manche Richter beurteilten zugleich mehrere Verfahren. Es gab aktenkundige Ersatzrichter.
Verurteilte und Ankläger konnten einmal Berufung einlegen. In Ausnahmefällen, wenn neuere Ermittlungsergebnisse wesentliche Zweifel aufwarfen, hob eine weitere Berufungskammer ein bereits rechtskräftiges Berufungsurteil auf. Im Fall Duško Tadić wurde nach dem rechtskräftigen Schuldspruch die Anklage ausgeweitet und neuerlich verhandelt, ohne dass dies als unzulässige Doppelbestrafung angesehen wurde. Im Fall Haradinaj et al. kam es nach dem rechtskräftigen Freispruch zu einer weiteren Anklage, da nachträglich belastendes Material aufgetaucht war.

### Strafen
Einzig zulässige Strafe war Freiheitsstrafe, die nach oben unbegrenzt verhängt werden konnte. Sowohl lebenslängliche Haftstrafen als auch Zeitstrafen wurden ausgesprochen. Die Zeitstrafen waren teils sehr lang: in erster Instanz bis zu 46 Jahre (Radislav Krstić), im Berufungsurteil bis zu 40 Jahre (Milomir Stakić und Goran Jelisić).

### Haftanstalt
Als Haftanstalt für die Untersuchungshaft und die Dauer des Verfahrens diente die United Nations Detention Unit im Den Haager Stadtteil Scheveningen.
Die Reststrafe (Dauer der Haftstrafe abzüglich Auslieferungshaft und Inhaftierung in Den Haag) wird im gewöhnlichen Strafvollzug eines Vertragsstaates verbüßt (Statut Art. 27). Folgende Staaten inhaftieren rechtskräftig Verurteilte: Norwegen, Schweden, Finnland, Estland, Dänemark, Großbritannien, Belgien, Deutschland, Österreich, Italien, Frankreich, Spanien. Weitere Vertragsstaaten ohne Transfer: Polen, Slowakei, Ukraine, Albanien, Portugal.

### Finanzierung
Der Etat des Gerichtshofs wurde von der UN-Generalversammlung verabschiedet (Statut Art. 32). Ferner finanzierte sich das Gericht durch Spenden von Staaten oder überstaatlichen Organisationen wie zum Beispiel der Europäischen Kommission. Über die Höhe des Etats und die Spender informierte der Gerichtshof in seinen Jahresberichten.
Das Budget betrug etwa 150 Millionen US-Dollar pro Jahr.

## Personal
Insgesamt waren 919 Angestellte aus 76 Nationen beschäftigt.

### Chefankläger
Der ursprünglich als erster Chefankläger ausersehene Venezolaner Escovar Salom sagte ab. Chefankläger waren:
- Richard Goldstone, Südafrika (1994–1996)
- Louise Arbour, Kanada (1997–1998)
- Carla del Ponte, Schweiz (1999–2007)
- Serge Brammertz, Belgien (ab 2008)

Bis zur Umstrukturierung des Strafgerichtshofs im September 2003 war der Chefankläger zugleich Chefankläger des zweiten UN-Tribunals, des Internationalen Strafgerichtshofs für Ruanda.

### Präsidenten
Präsidenten (Vorsitzende des Richterkollegiums) waren:
- Antonio Cassese, Italien (1993–1997)
- Gabrielle Kirk McDonald, USA (1997–1999)
- Claude Jorda, Frankreich (1999–2002)
- Theodor Meron, USA (2002–2005)
- Fausto Pocar, Italien (2005–2008)
- Patrick Robinson, Jamaika (2008–2011)
- Theodor Meron, USA (2011–2015)
- Carmel A. Agius, Malta (ab November 2015)

### Richterkollegium (ständige Richter)
Zuletzt:
- Carmel A. Agius, Präsident
- Liu Daqun, Vizepräsident
- Koffi Kumelio Afande
- Jean-Claude Antonetti
- Guy Delvoie
- Christoph Flügge
- Burton Hall
- Khalida Khan
- O-Gon Kwon
- Theodor Meron
- Bakone Justice Moloto
- Howard Morrison
- Mandiaye Niang
- Alphons M.M. Orie
- Fausto Pocar

Ehemalige ständige Richter:
Georges Abi-Saab (Ägypten),
Mohamed Bennouna (Marokko),
Iain Bonomy (Vereinigtes Königreich),
Antonio Cassese (Italien),
Jules Deschênes (Kanada),
Amin El Abbassi El Mahdi (Ägypten),
Asoka de Zoysa Gunawardana (Sri Lanka),
Mehmet Güney (Türkei),
David Anthony Hunt (Australien),
Saad Saood Jan (Pakistan),
Claude Jorda (Frankreich),
Adolphus Godwin Karibi-Whyte (Nigeria),
Germain Le Foyer De Costil (Frankreich),
Haopei Li (China),
Richard George May (Vereinigtes Königreich),
Gabrielle Kirk McDonald (USA),
Florence Ndepele Mwachande Mumba (Sambia),
Rafael Nieto Navia (Kolumbien),
Elizabeth Odio Benito (Costa Rica),
Kevin Parker (Australien),
Arlette Ramaroson (Madagaskar),
Patrick L. Robinson (Jamaika),
Almiro Simões Rodrigues (Portugal),
Fouad Abdel-Moneim Riad (Ägypten),
Wolfgang Schomburg (Deutschland),
William Hussein Sekule (Tansania),
Mohamed Shahabuddeen (Guyana),
Rustam S. Sidhwa (Pakistan),
Sir Ninian Stephen (Australien),
Christine Van den Wyngaert (Belgien),
Lal Chand Vohrah (Malaysia),
Patricia M. Wald (USA),
Wang Tieya (China),
Bakhtiyar Tuzmukhamedov (Russland),
Andresia Vaz (Senegal),
Inés Mónica Weinberg de Roca (Argentinien)

### Ad-litem-Richter
Zur Verstärkung der ständigen Richter wurden in einzelnen Prozessen sogenannte Ad-litem-Richter eingesetzt. Zuletzt waren dies:
- Melville Baird
- Flavia Lattanzi
- Antoine Kesia-Mbe Mindua

Ehemalige Ad-litem-Richter:
Carmen Maria Argibay (Argentinien),
Hans Henrik Brydensholt (Dänemark),
Maureen Harding Clark (Irland),
Justice Ali Nawaz Chowhan (Pakistan),
Pedro David (Argentinien),
Fatoumata Dembélé Diarra (Mali),
Albin Eser (Deutschland),
Elizabeth Gwaunza (Simbabwe),
Mohammed El Habib Fassi Fihri (Marokko),
Claude Hanoteau (Frankreich),
Frederik Harhoff (Dänemark),
Frank Höpfel (Österreich),
Ivana Janu (Tschechien),
Tsvetana Kamenova (Bulgarien),
Uldis Kinis (Lettland),
Per-Johan Viktor Lindholm (Finnland),
Joaquín Martín Canivell (Spanien),
Janet M. Nosworthy (Jamaika),
Prisca Matimba Nyambe (Sambia),
Michèle Picard (Frankreich),
Árpád Prandler (Ungarn),
Kimberly Prost (Kanada),
Vonimbolana Rasoazanany (Madagaskar),
Amarjeet Singh (Singapur),
Ole Bjørn Støle (Norwegen),
Albertus Swart (Niederlande),
György Szénási (Ungarn),
Chikako Taya (Japan),
Krister Thelin (Schweden),
Stefan Trechsel (Schweiz),
Volodymyr Vassylenko (Ukraine),
Sharon Williams (Kanada)

### Kanzler
Leiter der Kanzlei waren:
- Theo van Boven, Niederlande (1994)
- Dorothée de Sampayo, Niederlande (1995–2000)
- Hans Holthuis, Niederlande (2001–2008)
- John Hocking, Australien (2009–2017)

## Anklagen

### Umfang

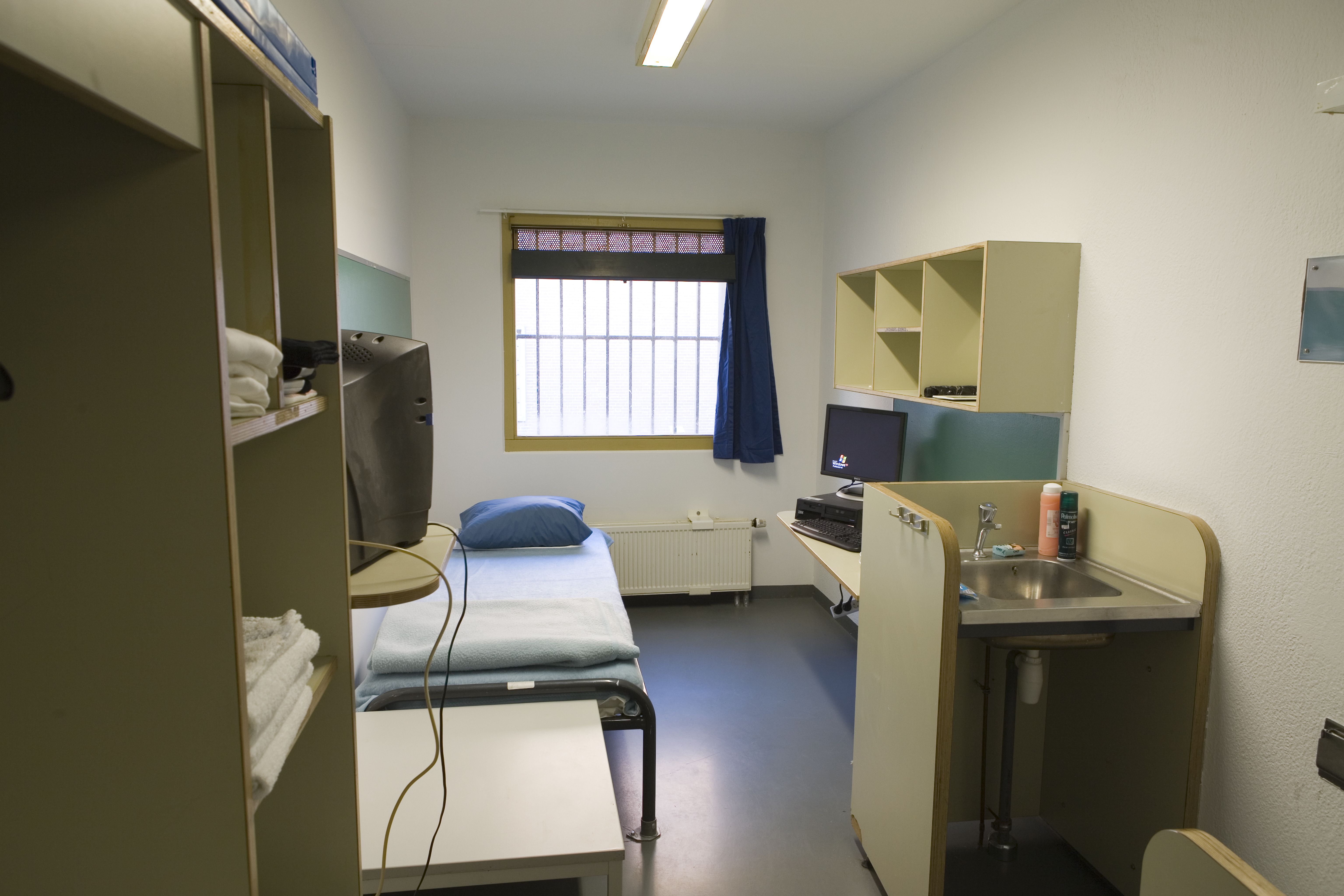
Eine der Haftzellen (15 m²) in der Haftanstalt des Tribunals

Seitdem der Strafgerichtshof im Dezember 1994 seine Tätigkeit voll aufnehmen konnte, wurden richterlich bestätigte Anklageschriften gegen 161 Verdächtigte veröffentlicht, 133 davon fanden sich – zwangsweise oder freiwillig – beim Tribunal ein.
Seit der Festnahme von Goran Hadžić am 20. Juli 2011 ist keiner der Angeklagten mehr flüchtig.
In 36 Fällen wurde die Anklage zurückgezogen: Gegen 20 Personen wurde die Anklage im Vorverfahren mangels belastendem Material eingestellt, 10 Angeklagte starben noch vor ihrer Auslieferung, 6 während des Hauptverfahrens.
In den rechtsgültigen Urteilen des Strafgerichtshofes kam es bis November 2017 zu 83 Schuld- und 19 Freisprüchen; 13 Angeklagte wurden an andere Gerichte ausgeliefert. Bis 2011 bekannten sich 20 Angeklagte in den wesentlichen Punkten schuldig.
Am 13. September 2011 gab es 35 laufende Verfahren: 16 Berufungsverfahren, 17 Verfahren der 1. Instanz und 2 Vorverfahren (Goran Hadžić und Ratko Mladić).
Die Fälle der UÇK-Kommandeure Haradinaj, Balaj und Brahimaj wurden im Juli 2010 wieder aufgenommen. Am 29. November 2012 befand man alle drei Kommandeure für nicht schuldig.

### Angeklagte
Besonderes Interesse erregte der im Februar 2002 begonnene Prozess gegen Slobodan Milošević (IT-02-54), Jugoslawiens sowie Serbiens ehemaligen Präsidenten, der im März 2006 kurz vor Ende seines Prozesses in Untersuchungshaft verstarb. Er war in der jüngeren Rechtsgeschichte das erste noch amtierende Staatsoberhaupt, das vor einem internationalen Strafgericht angeklagt wurde.
Angeklagt waren:
| Name                      | Nationalität      | Schuld- bekenntnis | Urteil in 1. Instanz * (Jahre Haft) | Berufungs- urteil           | Anmerkungen |
| ------------------------- | ----------------- | ------------------ | ----------------------------------- | --------------------------- | --- |
| Rahim Ademi               | Kosovo-Albaner    | nicht schuldig     | ausgeliefert                        | –                           | in Kroatien freigesprochen |
| Mehmed Alagić             | Bosniake          | nicht schuldig     | –                                   | –                           | vor Prozessende verstorben |
| Zlatko Aleksovski         | Bosnischer Kroate | nicht schuldig     | 2,5                                 | 7                           | |
| Stipo Alilović            | Bosnischer Kroate | –                  | –                                   | –                           | vor Prozessbeginn verstorben |
| Milan Babić               | Kroatischer Serbe | schuldig           | 13                                  | 13                          | |
| Mirko Babić               | Bosnischer Serbe  | –                  | –                                   | –                           | Anklage zurückgezogen |
| Haradin Bala              | Kosovo-Albaner    | schuldig           | 13                                  | 13                          | |
| Idriz Balaj               | Kosovo-Albaner    | nicht schuldig     | Freispruch                          | Aufhebung                   | neue Anklage |
| WAV* Balaj                |                   | nicht schuldig     | Freispruch                          | keine Berufung              | |
| Nenad Banović             | Bosnischer Serbe  | –                  | –                                   | –                           | Anklage zurückgezogen |
| Predrag Banović           | Bosnischer Serbe  | schuldig           | 8                                   | keine Berufung              | |
| Ljubiša Beara             | Bosnischer Serbe  | nicht schuldig     | lebenslang                          | lebenslang                  | |
| Vidoje Blagojević         | Bosnischer Serbe  | nicht schuldig     | 18                                  | 15                          | |
| Tihomir Blaškić           | Bosnischer Kroate | nicht schuldig     | 45                                  | 9                           | |
| Janko Bobetko             | Kroate            | –                  | –                                   | –                           | vor Prozessbeginn verstorben |
| Ljubomir Borovčanin       | Bosnischer Serbe  | nicht schuldig     | 17                                  | keine Berufung              | |
| Goran Borovnica           | Serbe             | –                  | –                                   | –                           | vor Prozessbeginn verstorben |
| Ljube Boškoski            | Mazedonier        | nicht schuldig     | Freispruch                          | Freispruch                  | |
| Lahi Brahimaj             | Kosovo-Albaner    | nicht schuldig     | 6                                   | 6                           | neue Anklage |
| WAV* Brahimaj             |                   | nicht schuldig     | Freispruch                          | keine Berufung              | |
| Miroslav Bralo            | Bosnischer Kroate | schuldig           | 20                                  | 20                          | |
| Radoslav Brđanin          | Bosnischer Serbe  | nicht schuldig     | 32                                  | 30                          | |
| Mario Čerkez              | Bosnischer Kroate | nicht schuldig     | 15                                  | 6                           | |
| Ivan Čermak               | Kroate            | nicht schuldig     | Freispruch                          | Freispruch                  | |
| Ranko Češić               | Bosnischer Serbe  | schuldig           | 18                                  | keine Berufung              | |
| Valentin Ćorić            | Bosnischer Kroate | nicht schuldig     | 16                                  | 16                          | |
| Zejnil Delalić            | Bosniake          | nicht schuldig     | Freispruch                          | Freispruch                  | |
| Hazim Delić               | Bosniake          | nicht schuldig     | 18                                  | 18                          | |
| Rasim Delić               | Bosniake          | nicht schuldig     | 3                                   | keine Berufung (verstorben) | |
| Miroslav Deronjić         | Bosnischer Serbe  | schuldig           | 10                                  | keine Berufung              | |
| Slavko Dokmanović         | Serbe             | nicht schuldig     | –                                   | –                           | vor Prozessende verstorben |
| Vlastimir Đorđević        | Serbe             | nicht schuldig     | 27                                  | 18                          | |
| Damir Došen               | Bosnischer Serbe  | schuldig           | 5                                   | keine Berufung              | |
| Simo Drljača              | Bosnischer Serbe  | –                  | –                                   | –                           | vor Prozessbeginn verstorben |
| Đorđe Đukić               | Bosnischer Serbe  | nicht schuldig     | –                                   | –                           | vor Prozessende verstorben |
| Dražen Erdemović          | Bosnischer Kroate | schuldig           | 10                                  | 5                           | |
| Anto Furundžija           | Bosnischer Kroate | nicht schuldig     | 10                                  | 10                          | |
| Dušan Fuštar              | Bosnischer Serbe  | nicht schuldig     | ausgeliefert                        | –                           | in Bosnien 9 Jahre Haft |
| Dragan Gagović            | Bosnischer Serbe  | –                  | –                                   | –                           | vor Prozessbeginn verstorben |
| Stanislav Galić           | Bosnischer Serbe  | nicht schuldig     | 20                                  | lebenslang                  | |
| Ante Gotovina             | Kroate            | nicht schuldig     | 24                                  | Freispruch                  | |
| Zdravko Govedarica        | Bosnischer Serbe  | –                  | –                                   | –                           | Anklage zurückgezogen |
| (?) Gruban                |                   | –                  | –                                   | –                           | Anklage zurückgezogen |
| Momčilo Gruban            | Bosnischer Serbe  | nicht schuldig     | ausgeliefert                        | –                           | in Bosnien 7 Jahre Haft |
| Milan Gvero               | Bosnischer Serbe  | nicht schuldig     | 5                                   | keine Berufung (verstorben) | |
| Goran Hadžić              | Kroatischer Serbe | nicht schuldig     | –                                   | –                           | vor Prozessende verstorben |
| Enver Hadžihasanović      | Bosniake          | nicht schuldig     | 5                                   | 3,5                         | |
| Sefer Halilović           | Bosniake          | nicht schuldig     | Freispruch                          | Freispruch                  | |
| Ramush Haradinaj          | Kosovo-Albaner    | nicht schuldig     | Freispruch                          | Aufhebung                   | neue Anklage |
| WAV* Haradinaj            |                   | nicht schuldig     | Freispruch                          | keine Berufung              | |
| Janko Janjić              | Bosnischer Serbe  | –                  | –                                   | –                           | vor Prozessbeginn verstorben |
| Nikica Janjić             | Bosnischer Serbe  | –                  | –                                   | –                           | vor Prozessbeginn verstorben |
| Gojko Janković            | Bosnischer Serbe  | nicht schuldig     | ausgeliefert                        | –                           | in Bosnien 34 Jahre Haft |
| Goran Jelisić             | Bosnischer Serbe  | schuldig           | 40                                  | 40                          | |
| Dragan Jokić              | Bosnischer Serbe  | nicht schuldig     | 9                                   | 9                           | |
| Miodrag Jokić             | Serbe             | schuldig           | 7                                   | 7                           | |
| Drago Josipović           | Bosnischer Kroate | nicht schuldig     | 15                                  | 12                          | |
| Radovan Karadžić          | Bosnischer Serbe  | nicht schuldig     | 40                                  | lebenslang                  | |
| Marinko Katava            | Bosnischer Kroate | –                  | –                                   | –                           | Anklage zurückgezogen |
| Duško Knežević            | Bosnischer Serbe  | nicht schuldig     | ausgeliefert                        | –                           | in Bosnien 31 Jahre Haft |
| Dragan Kolundžija         | Bosnischer Serbe  | schuldig           | 3                                   | keine Berufung              | |
| Dragan Kondić             |                   | –                  | –                                   | –                           | Anklage zurückgezogen |
| Dario Kordić              | Bosnischer Kroate | nicht schuldig     | 25                                  | 25                          | |
| Milojica Kos              |                   | nicht schuldig     | 6                                   | keine Berufung              | |
| Predrag Kostić            |                   | –                  | –                                   | –                           | Anklage zurückgezogen |
| Radomir Kovač             | Bosnischer Serbe  | nicht schuldig     | 20                                  | 20                          | |
| Milan Kovačević           | Bosnischer Serbe  | nicht schuldig     | –                                   | –                           | vor Prozessende verstorben |
| Vladimir Kovačević        | Montenegr. Serbe  | nicht schuldig     | ausgeliefert                        | –                           | in Serbien verhandlungsunfähig |
| Momčilo Krajišnik         | Bosnischer Serbe  | nicht schuldig     | 27                                  | 20                          | |
| Milorad Krnojelac         | Bosnischer Serbe  | nicht schuldig     | 7,5                                 | 15                          | |
| Radislav Krstić           | Bosnischer Serbe  | nicht schuldig     | 46                                  | 35                          | |
| Amir Kubura               | Bosniake          | nicht schuldig     | 2,5                                 | 2                           | |
| Dragoljub Kunarac         | Bosnischer Serbe  | nicht schuldig     | 28                                  | 28                          | |
| Mirjan Kupreškić          | Bosnischer Kroate | nicht schuldig     | 8                                   | Freispruch                  | |
| Vlatko Kupreškić          | Bosnischer Kroate | nicht schuldig     | 6                                   | Freispruch                  | |
| Zoran Kupreškić           | Bosnischer Kroate | nicht schuldig     | 10                                  | Freispruch                  | |
| Miroslav Kvočka           | Bosnischer Serbe  | nicht schuldig     | 7                                   | 7                           | |
| Goran Lajić               |                   | –                  | –                                   | –                           | Anklage zurückgezogen |
| Esad Landžo               | Bosniake          | nicht schuldig     | 15                                  | 15                          | |
| Vladimir Lazarević        | Serbe             | nicht schuldig     | 15                                  | 14                          | |
| Fatmir Limaj              | Kosovo-Albaner    | nicht schuldig     | Freispruch                          | Freispruch                  | |
| Paško Ljubičić            | Bosnischer Kroate | nicht schuldig     | ausgeliefert                        | –                           | in Bosnien 10 Jahre Haft |
| Milan Lukić               | Bosnischer Serbe  | nicht schuldig     | lebenslang                          | lebenslang                  | |
| Sredoje Lukić             | Bosnischer Serbe  | nicht schuldig     | 30                                  | 27                          | |
| Sreten Lukić              | Serbe             | nicht schuldig     | 22                                  | 20                          | |
| Zoran Marinić             |                   | –                  | –                                   | –                           | Anklage zurückgezogen |
| Mladen Markač             | Kroate            | nicht schuldig     | 18                                  | Freispruch                  | |
| Milan Martić              | Kroatischer Serbe | nicht schuldig     | 35                                  | 35                          | |
| Vinko Martinović          | Bosnischer Kroate | nicht schuldig     | 18                                  | 18                          | |
| Željko Mejakić            | Bosnischer Serbe  | nicht schuldig     | ausgeliefert                        | –                           | in Bosnien 21 Jahre Haft |
| Radivoje Miletić          | Bosnischer Serbe  | nicht schuldig     | 19                                  | 18                          | |
| Slobodan Miljković        | Serbe             | –                  | –                                   | –                           | vor Prozessbeginn verstorben |
| Dragomir Milošević        | Bosnischer Serbe  | nicht schuldig     | 33                                  | 29                          | |
| Slobodan Milošević        | Serbe             | nicht schuldig     | –                                   | –                           | vor Prozessende verstorben |
| Milan Milutinović         | Serbe             | nicht schuldig     | Freispruch                          | Freispruch                  | |
| Ratko Mladić              | Bosnischer Serbe  | nicht schuldig     | lebenslang                          | lebenslang                  | |
| Darko Mrđa                | Bosnischer Serbe  | schuldig           | 17                                  | keine Berufung              | |
| Mile Mrkšić               | Kroatischer Serbe | nicht schuldig     | 20                                  | 20                          | |
| Zdravko Mucić             | Bosnischer Kroate | nicht schuldig     | 7                                   | 9                           | |
| Agim Murtezi              | Kosovo-Albaner    | –                  | –                                   | –                           | Anklage zurückgezogen |
| Isak Musliu               | Kosovo-Albaner    | nicht schuldig     | Freispruch                          | Freispruch                  | |
| Mladen Naletilić          | Bosnischer Kroate | nicht schuldig     | 20                                  | 20                          | |
| Dragan Nikolić            | Bosnischer Serbe  | schuldig           | 23                                  | 20                          | |
| Drago Nikolić             | Bosnischer Serbe  | nicht schuldig     | 35                                  | 35                          | |
| Momir Nikolić             | Bosnischer Serbe  | schuldig           | 27                                  | 20                          | |
| Mirko Norac               | Kroate            | nicht schuldig     | ausgeliefert                        | –                           | in Kroatien 6 Jahre Haft |
| Dragan Obrenović          | Bosnischer Serbe  | schuldig           | 17                                  | keine Berufung              | |
| Dragoljub Ojdanić         | Serbe             | nicht schuldig     | 15                                  | –                           | Berufung zurückgezogen |
| Naser Orić                | Bosniake          | nicht schuldig     | 2                                   | Freispruch                  | |
| Vinko Pandurević          | Bosnischer Serbe  | nicht schuldig     | 13                                  | 13                          | |
| Dragan Papić              | Bosnischer Kroate | nicht schuldig     | Freispruch                          | Freispruch                  | |
| Nedeljko Paspalj          | Bosnischer Serbe  | –                  | –                                   | –                           | Anklage zurückgezogen |
| Nebojša Pavković          | Serbe             | nicht schuldig     | 22                                  | 22                          | |
| Milan Pavlić              | Bosnischer Serbe  | –                  | –                                   | –                           | Anklage zurückgezogen |
| Momčilo Perišić           | Serbe             | nicht schuldig     | 27                                  | Freispruch                  | |
| Biljana Plavšić           | Bosnische Serbin  | schuldig           | 11                                  | keine Berufung              | |
| Milivoj Petković          | Bosnischer Kroate | nicht schuldig     | 20                                  | 20                          | |
| Milutin Popović           | Serbe             | –                  | –                                   | –                           | Anklage zurückgezogen |
| Vujadin Popović           | Bosnischer Serbe  | nicht schuldig     | lebenslang                          | lebenslang                  | |
| Slobodan Praljak          | Bosnischer Kroate | nicht schuldig     | 20                                  | 20                          | Suizid während der Urteilsverkündung 2017 |
| Dragoljub Prcać           | Bosnischer Serbe  | nicht schuldig     | 5                                   | 5                           | |
| Draženko Predojević       | Serbe             | –                  | –                                   | –                           | Anklage zurückgezogen |
| Jadranko Prlić            | Bosnischer Kroate | nicht schuldig     | 25                                  | 25                          | |
| Berislav Pušić            | Bosnischer Kroate | nicht schuldig     | 10                                  | 10                          | |
| Miroslav Radić            | Serbe             | nicht schuldig     | Freispruch                          | Freispruch                  | |
| Mlađo Radić               | Bosnischer Serbe  | nicht schuldig     | 20                                  | 20                          | |
| Ivica Rajić               | Bosnischer Kroate | schuldig           | 12                                  | keine Berufung              | |
| Mitar Rašević             | Bosnischer Serbe  | nicht schuldig     | ausgeliefert                        | –                           | in Bosnien 8,5 Jahre Haft |
| Željko Ražnatović „Arkan“ | Serbe             | –                  | –                                   | –                           | in Belgrad ermordet |
| Nikola Šainović           | Serbe             | nicht schuldig     | 22                                  | 18                          | |
| Ivan Šantić               |                   | –                  | –                                   | –                           | Anklage zurückgezogen |
| Vladimir Šantić           | Bosnischer Kroate | nicht schuldig     | 25                                  | 18                          | |
| Dragomir Šaponja          | Bosnischer Serbe  | –                  | –                                   | –                           | Anklage zurückgezogen |
| Željko Savić              |                   | –                  | –                                   | –                           | Anklage zurückgezogen |
| Vojislav Šešelj           | Serbe             | nicht schuldig     | Freispruch                          | 10                          | 11 Jahre in Untersuchungshaft bis zur ersten Urteilsverkündung, nach Verurteilung im Berufungsverfahren nicht wieder in Haft, da die Strafe kürzer als die bereits verbüßte Untersuchungshaft war |
| Duško Sikirica            | Bosnischer Serbe  | schuldig           | 15                                  | keine Berufung              | |
| Franko Simatović          | Serbe             | nicht schuldig     | Freispruch                          | Aufhebung                   | 12 Jahre Haft beim IRMCT, nach Berufung 15 Jahre Haft |
| Blagoje Simić             | Bosnischer Serbe  | nicht schuldig     | 17                                  | 15                          | |
| Milan Simić               | Serbe             | schuldig           | 5                                   | keine Berufung              | |
| Pero Skopljak             | Kroate            | –                  | –                                   | –                           | Anklage zurückgezogen |
| Veselin Šljivančanin      | Montenegriner     | nicht schuldig     | 5                                   | 17                          | auf 10 Jahre reduziert |
| Milomir Stakić            | Bosnischer Serbe  | nicht schuldig     | lebenslang                          | 40                          | |
| Jovica Stanišić           | Serbe             | nicht schuldig     | Freispruch                          | Aufhebung                   | 12 Jahre Haft beim IRMCT, nach Berufung 15 Jahre Haft |
| Mićo Stanišić             | Bosnischer Serbe  | nicht schuldig     | 22                                  | 22                          | |
| Radovan Stanković         | Bosnischer Serbe  | nicht schuldig     | ausgeliefert                        | –                           | in Bosnien 20 Jahre Haft |
| Bruno Stojić              | Bosnischer Kroate | nicht schuldig     | 20                                  | 20                          | |
| Vlajko Stojiljković       | Serbe             | –                  | –                                   | –                           | vor Prozessbeginn verstorben |
| Pavle Strugar             | Montenegriner     | nicht schuldig     | 8                                   | 7,5                         | |
| Duško Tadić               | Bosnischer Serbe  | nicht schuldig     | 20                                  | 20                          | nachträglich weitere Anklage weiteres Urteil von 25 Jahren zweites Berufungsurteil: 20 Jahre |
| Miroslav Tadić            | Bosnischer Serbe  | nicht schuldig     | 8                                   | keine Berufung              | |
| Momir Talić               | Bosnischer Serbe  | nicht schuldig     | –                                   | –                           | vor Prozessende verstorben |
| Johan Tarčulovski         | Mazedonier        | nicht schuldig     | 12                                  | 12                          | |
| Nedjeljko Timarac         | Bosnischer Serbe  | –                  | –                                   | –                           | Anklage zurückgezogen |
| Stevan Todorović          | Bosnischer Serbe  | schuldig           | 10                                  | keine Berufung              | |
| Savo Todović              | Bosnischer Serbe  | nicht schuldig     | ausgeliefert                        | –                           | in Bosnien 12,5 Jahre Haft |
| Zdravko Tolimir           | Bosnischer Serbe  | nicht schuldig     | lebenslang                          | lebenslang                  | in Haft verstorben |
| Milorad Trbić             | Bosnischer Serbe  | nicht schuldig     | ausgeliefert                        | –                           | in Bosnien 30 Jahre Haft |
| Mitar Vasiljević          | Bosnischer Serbe  | nicht schuldig     | 20                                  | 15                          | |
| Zoran Vuković             | Bosnischer Serbe  | nicht schuldig     | 12                                  | 12                          | |
| Simo Zarić                | Bosnischer Serbe  | nicht schuldig     | 6                                   | keine Berufung              | |
| Milan Zec                 | Serbe             | –                  | –                                   | –                           | Anklage zurückgezogen |
| Dragan Zelenović          | Bosnischer Serbe  | schuldig           | 15                                  | 15                          | |
| Zoran Žigić               | Bosnischer Serbe  | nicht schuldig     | 25                                  | 25                          | |
| Stojan Župljanin          | Bosnischer Serbe  | nicht schuldig     | 22                                  | 22                          | |

Quelle:

*) Die Zahl bezeichnet die Haftdauer in Jahren; WAV ist die Abkürzung von Wiederaufnahmeverfahren nach Urteilsaufhebung.
Wenn es kein Berufungsurteil gibt, wurde entweder auf die Berufung verzichtet oder diese als unbegründet verworfen, weil im Antrag keine gravierende Fehleinschätzung der 1. Instanz behauptet und begründet worden war.

## Beendigung
Mit der feierlichen Eröffnung des Internationalen Residualmechanismus für die Ad-hoc-Strafgerichtshöfe im Juli 2013 wird zahlreiches Personal für Presseabteilung, Übersetzungen und Archive schrittweise in dieses neuerrichtete Tribunal wechseln. Künftig wird der Residualmechanismus Haftentlassungen, Hafterleichterungen, Medienarbeit etc. regeln. Hadžić verstarb 2016, Mladić wurde am 22. November 2017 zu lebenslänglicher Haft verurteilt, am 29. November 2017 wurden die letzten Urteile gegen bosnisch-kroatische Angeklagte bestätigt. Mit Ende 2017 wurde der IStGHJ geschlossen; Berufungen sind in Zukunft an den Residualmechanismus zu richten. In Banja Luka und Sarajevo wurde jeweils ein Informationszentrum mit Zugang zu allen Audiodateien und über 2.000.000 Dokumenten errichtet.

## Kritik
Kosta Čavoški, serbischer Professor für Völkerrecht, dem wegen behaupteter Verbindungen zu Kriegsverbrechern die Einreise nach Bosnien-Herzegowina nicht mehr gestattet ist, kritisierte unter anderem, dass das Tribunal völkerrechtswidrig gegründet worden sei. Es basiere auf einer großzügigen Interpretation des Kapitels VII der UN-Charta, in dem von „besonderen Maßnahmen, um den Weltfrieden und die internationale Sicherheit zu wahren oder wiederherzustellen“, die Rede sei. Angeklagte wie der ehemalige serbische und jugoslawische Präsident Slobodan Milošević seien in verfassungswidriger Weise entführt oder ausgeliefert worden. Dieser sei auch nicht ordnungsgemäß medizinisch behandelt worden. Dieser Argumentation folgt der Rechtswissenschaftler Konstantinos D. Magliveras, der beklagt, dass das Tribunal seine eigenen Regeln nach Belieben gestalte und keiner unabhängigen Kontrolle unterstehe. Da der Ankläger ein Organ des Tribunals sei, komme ihm eine dominierende Stellung im Verfahren zu. Aussagen von Zeugen, deren Identität vom Gericht geheim gehalten werde, seien als Beweismittel zulässig. Ebenso sei zu kritisieren, dass keine Appellationsmöglichkeit für verurteilte Angeklagte gegeben sei. Norman Paech, emeritierter Hochschullehrer und Politiker der Linken, ist der Ansicht, dass das Tribunal politisch instrumentalisiert werde. Weiterhin hieß es, dass sich das Tribunal nur für Verbrechen interessiere, die von Tätern ehemals jugoslawischer Nationalität verübt worden seien, während Hinweisen auf Kriegsverbrechen von NATO-Mitgliedsstaaten nicht nachgegangen werde. Schließlich würden Angeklagte serbischer Nationalität gegenüber anderen benachteiligt: Während viele muslimische oder kroatische Angeklagte mit verhältnismäßig geringen Haftstrafen davonkämen, würden Angeklagte wie zum Beispiel Biljana Plavšić meist zu langen Haftstrafen verurteilt.
Dagegen hat der Europäische Gerichtshof für Menschenrechte (EGMR) am 4. Mai 2000 im Fall Naletilic gegen Kroatien entschieden, dass das Jugoslawien-Tribunal ein internationales Gericht sei, das in Anbetracht des Inhalts seines Statuts und seiner Prozessordnung alle notwendigen Sicherheiten für einen fairen Prozess biete, einschließlich derjenigen der Unbefangenheit und Unabhängigkeit (in view of the content of its Statute and Rules of Procedure, offers all the necessary guarantees including those of impartiality and independence).

## Dokumentationen
- Krieg vor Gericht – Die Jugoslawien-Prozesse. Lucio Mollica, LOOKSfilm, 2021. Ausgestrahlt auf ARTE am 20. April 2021.[27][28]